# Svartfenad flygfisk
Svartfenad flygfisk (Hirundichthys rondeletii) är en flygfiskart som finns i de flesta varmtempererade och subtropiska hav.

## Beskrivning
En avlång fisk med mycket långa bröstfenor. Även bukfenorna är kraftigt förlängda. Stjärtfenan är mycket urgröpt. Bukfenorna har 17 till 19 mjukstrålar, alla utom de två främsta grenade. Ryggfenan är liten, med 10 till 12 mjukstrålar. Analfenan, som är placerad nästan rakt under ryggfenan, har 11 till 13 mjukstrålar. Kroppsfärgen är mörkt blåglänsande upptill, silverfärgad under. Bröst- och bukfenorna är mörka med en ljus bakkant. Rygg- och stjärtfenorna är gråaktiga, medan analfenan är genomskinlig. Ungfiskar (under 5 cm längd) har ett fåtal mörka, sneda tvärband på kroppen, samt rygg-, bröst- och bukfenor spräckliga med mörka fläckar och ränder. Längden på den vuxna fisken kan som mest nå upp till 30 cm.

## Vanor
Den svartfenade flygfisken lever i oceanernas ytvatten där den livnär sig på djurplankton. Med hjälp av bröst- och bukfenorna kan den glidflyga långa sträckor över vattenytan. Äggen, som sjunker till botten, har flera trådar i ena änden, samt en ensam tråd i andra.

## Utbredning
Arten lever i subtropiska vatten i de flesta hav. I östra Atlanten förekommer den tillfälligt från Engelska kanalen till Spanien och mera vanligt från Portugal via västra Medelhavet till Mauretanien samt vattnen söder om Namibia och utanför Sydafrika. I östra Atlanten finns den från Massachusetts i USA via Bermuda till södra Brasilien. I östra Stilla havet finns den från Kalifornien i USA till södra Baja California och Mexikanska golfen i Mexiko, utanför Panama, vid Kokos- och Galápagosöarna samt från Ecuador till södra Chile.